# Artemisia afra
Espèce
Classification phylogénétique
Artemisia afra est une espèce de plante à fleurs de la famille des Asteraceae.

## Répartition
On la trouve en Afrique, notamment en Afrique du Sud, Angola, Botswana, Burundi, Éthiopie, Kenya, Lesotho, Malawi, Mozambique, Namibie, Ouganda, République démocratique du Congo, Swaziland, Tanzanie, Tchad, Zambie et Zimbabwe.

## Description
Elle forme un petit buisson dont la taille varie entre 60 cm et 1 m.

## Utilisation
Contrairement à l'espèce asiatique Artemisia annua, du même genre, Artemisia afra ne contient pas d'artémisinine, la molécule qui sert de base aux traitements ACT, préconisés par les autorités de santé pour soigner le paludisme.
Son emploi dans le traitement préventif ou curatif du paludisme fait l'objet d'une mise en garde par OMS, au vu des risques de développement de résistances. L'Académie de médecine française s'inquiète de la promotion de cette plante sans vertus prouvées.
Une étude scientifique publiée en 2018 affirmait que la tisane d′Artemisia afra, tout comme celle d′Artemisia annua, constituait un traitement efficace contre le paludisme, plus efficace même que les traitements ACT. L'étude a cependant dû être rétractée pour divers problèmes mettant en cause aussi bien la fiabilité des données que le respect des règles éthiques,,.